# Джао, Владимир Юнь-Дзэнович
Владимир Юнь-Дзэнович Джао (род. 25 июня 1960, Шанхай, КНР) — российский предприниматель и управленец китайского происхождения, кандидат экономических наук (2003). Генеральный директор АО «Аэромар» с 25 февраля 2005 года.
Владелец в прошлом газеты, а в настоящее время онлайн издания The Moscow Times, сайт которого в апреле 2022 года был заблокирован для читателей из России по решению Роскомнадзора. Также является прототипом вымышленного героя и совладельцем названного в его честь старейшего московского музыкального кафе и бар-клуба «Китайский лётчик Джао Да». По его собственным словам является внучатым племянником китайского военного деятеля Чжу Дэ и китайского писателя Чжао Шули.

## Биография
Владимир Джао родился 25 июня 1960 года в Шанхае. В 1963 году его семья переехала из КНР в Советский Союз в город Фрунзе Киргизской ССР. Родители Владимира работали на заводе «Тяжэлектромаш». Отец был слесарем, а мать — термопарщицей. В 1971 году, после того как отец Владимира получил работу в Гостелерадио СССР, семья Джао переехала в Москву. Отец работал диктором шанхайского диалекта, а также переводчиком в журналах «Советский Союз», «Советская женщина» и «Новое время», а мать с 1971 по 1987 год работала преподавателем китайского языка в школе-интернате, и более 20 лет преподавала китайский язык на курсах при Министерстве внешней торговли СССР и Министерстве иностранных дел СССР.
В 2003 году получил степень кандидата экономических наук, защитив диссертацию на тему: «Управление развитием делового туризма в регионе». С 25 февраля 2005 года — генеральный директор АО «Аэромар».  В 2017 году стал основным владельцем издателя The Moscow Times. Джао владеет 51%, основатель издания Дерк Сауэр — 19%, его партнер по медиа-проектам и генеральный директор этой компании Светлана Коршунова — 30%. После начала вторжения России на Украину сайт Moscow Times был заблокирован в России по решению Роскомнадзора, а сам Владимир, по всей видимости, утратил возможность и желание влиять на редакционную политику и бизнес стратегию издания. 
Владимир Джао любит музыку. Он является одним из совладельцев старейшего московского клуба «Китайский лётчик Джао Да», владельцем ресторана China Town в Москве, а также эко-туристического рекреационного комплекса «Джао Да!Ча», названного в его честь. 